# غوت يوهانسن
غوت يوهانسن (بالنرويجية البوكمول: Gaute Johannessen)‏ هو لاعب كرة قدم نرويجي في مركز الوسط، ولد في 19 أغسطس 1967. لعب مع نادي برينه.

## وصلات خارجية
- غوت يوهانسن على موقع قاعدة بيانات كرة القدم.إي يو (الإنجليزية)